# Det Olyckliga Swenska Fruentimrets Böneskrift till Allmänheten
Det Olyckliga Swenska Fruentimrets Böne-skrift til Allmänheten, upsatt af Fru D*** är en svensk politisk pamflett som utgavs i Stockholm i februari 1770. Den anses vara den kanske första svenska publikationen i kvinnofrågan. Den har tillskrivits Anna Maria Rückerschöld som var gift med hovrättskamrern Jonas Jakobsson Dahl.
Skriften behandlar utförligt den samtida svenska kvinnans situation i juridiskt och socialt avseende och är formellt riktad till "Riksens Ständer". Författaren, "Fru D", förebrår styret för att de glömmer alla medborgare av kvinnligt kön och påpekar att det vore bättre att förbättra kvinnans situation än att utfärda "Wåra Klädordningar", dvs överflödsanordningar. "Fru D" pekade på att få yrken var öppna för kvinnor och föreslog att alla lättare hantverk som inte krävde muskelstyrka skulle tillåtas för kvinnor och att sömnadsarbeten rent av skulle reserveras för kvinnor, vilket också kunde hjälpa den då rådande bristen på manliga grovarbetare på landet. Hon vågade dock inte namnge hantverken, för att inte uppreta stadens skrå. Hon föreslår högre yrkesutbildning för kvinnor, och kritiserar att de enda högre utbildning som då fanns var flickskolor där man endast fick lära sig tala franska. Hon menade att högre bildning skulle göra kvinnor mindre dumma än vad de då påstods vara. Hon föreslog formell utbildning i hantverk och hushållssysslor. Hon föreslog inrättandet av kvinnohus, "Tillflychts-Hus för Fruentimmer", där flickor kunde lära sig yrkeshantverk. Hon krävde också att män som utnyttjade flickor och kvinnor sexuellt, särskilt de som förförde oskulder, som sedan stigmatiserades av samhället, skulle bestraffas. 
Skriften handlar till stor del om kvinnorna ur det lägre borgerskapet och medelklassen, som kunde behöva försörja sig själva men inte ville arbeta som tjänare. Skriften anses ge belägg för de första tendenserna av en svensk kvinnofråga. Den hade ett visst inflytande i Sverige. Samma år infördes hela skriften av Carl Christoffer Gjörwell den äldre i Allmänna magazinet och 1772 i Fruntimmers-Tidningar. Assessor Israel Lannér väckte på grund av den frågan om inte en linnefabrik borde grundas för att ge anställning åt fattiga mödrar. 